# Ivane Tatishvili
Ivane Alekseyevich Tatishvili (en georgiano: ივანე ტატიშვილი; Galavani, 1878-Galavani, 23 de abril de 1963) fue abogado y político georgiano del Partido Socialdemócrata de Georgia y miembro de la Asamblea Constituyente de Georgia de 1919 a 1921.

## Biografía
Ivane Tatishvili nació en 1878 en el pueblo de Galavani, uyezd de Dusheti, en el seno de una familia campesina, y desde pequeño trabajó para varios terratenientes. Desde 1905 fue miembro del Partido Obrero Socialdemócrata Ruso y, siguiendo instrucciones de la organización del partido, participó en los discursos revolucionarios de los campesinos de los uyezd de Gori y de Dusheti. En 1906, junto con otros revolucionarios locales, creó un grupo terrorista para destruir a los espías y fanáticos del régimen zaristas. En 1907, fue arrestado y exiliado a Astracán, huyó de allí con uno de sus amigos y regresó ilegalmente a Georgia para restaurar las organizaciones disueltas del partido de Gori. Desde 1909 Tatishvili fue jefe de la organización Saguramo de la facción menchevique del POSR; también fue informante del partido en el mercado de Dusheti. Por orden de Vaso Tsabadze, jefe del comité Tiflis del POSR, fue designado para el escuadrón que buscaba a los asesinos de Iliá Chavchavadze.     
Después de la revolución de febrero de 1917, Tatishvili continuó trabajando en organizaciones revolucionarias en el uyezd de Dusheti. El 12 de marzo de 1919 fue elegido miembro de la Asamblea Constituyente de Georgia en la lista del Partido Socialdemócrata de Georgia, donde integró las comisiones de la junta agraria y económica.     
En 1921, tras la invasión soviética de Georgia, participó en el movimiento de resistencia, por lo que la Checa de la República Socialista Soviética de Georgia lo arrestó y lo colocó en la prisión de Meteji bajo régimen de aislamiento. Después de salir de prisión, vivió y trabajó en el pueblo de Galavani. En 1941 participó en el juicio de Gigla Berbichashvili por el asesinato de Iliá Chavchavadze en Tiflis.    